# Typhlochactas cavicola
Espèce
Typhlochactas cavicola est une espèce de scorpions de la famille des Typhlochactidae.

## Distribution
Cette espèce est endémique du Tamaulipas au Mexique. Elle se rencontre à Güémez dans la grotte Cueva del Vandalismo.

## Description
Le mâle holotype mesure 15,00 mm. Ce scorpion est anophtalme.

## Publication originale
- Francke, 1986 : « A new genus and a new species of troglobite scorpion from Mexico (Chactoidea, Superstitioninae, Typhlochactini). » Texas Memorial Museum Speleological Monographs, vol. 1, p. 5–9.